# Getap (Wajoc Dzor)
Getap – wieś w Armenii, w prowincji Wajoc Dzor. W 2011 roku liczyła 1981 mieszkańców.